# Traditionalism Revisited
Traditionalism Revisited… Bob Brookmeyer Quintet est un album du tromboniste et pianiste Bob Brookmeyer enregistré en 1957 et paru sur le label Pacific Jazz Records.

## Contexte

### Enregistrements
Les enregistrements des huit morceaux ont lieu à Los Angeles, en Californie, les 13 et 16 juillet 1957.

### Musiciens
| Musicien       | Instrument                                     | Titre            |  | Équipe technique |             |
| -------------- | ---------------------------------------------- | ---------------- |  | ---------------- | ----------- |
| Bob Brookmeyer | trombone, piano                                | 1-8              |  | Richard Bock     | producteur  |
| Jimmy Giuffre  | Clarinette, saxophone baryton, saxophone ténor |                  |  |                  |             |
| Jim Hall       | Guitare                                        |                  |  | Nat Hentoff      | liner notes |
| Ralph Pena     | contrebasse                                    | 3, 8             |  |                  |             |
| Joe Benjamin   | contrebasse                                    | 1, 2, 4, 5, 6, 7 |  |                  |             |
| Dave Bailey    | batterie                                       |                  |  |                  |             |

## Titres
| N°     | Titre             | Compositeur                                   | Durée |
| ------ | ----------------- | --------------------------------------------- | ----- |
| Face 1 |                   |                                               |       |
| 1.     | Louisiana         | J. C. Johnson, Bob Schafer, Andy Razaf        | 5:28  |
| 2.     | Santa Claus Blues | Gus Kahn, Charley Straight                    | 5:43  |
| 3.     | Truckin'          | Rube Bloom, Ted Koehler                       | 7:27  |
| 4.     | Some Sweet Day    | Vanecick Kerr                                 | 4:50  |
| Face 2 |                   |                                               |       |
| 5.     | Sweet Like This   | King Oliver, Nelson                           | 4:01  |
| 6.     | Jada              | Bob Carleton                                  | 3:49  |
| 7.     | Don't Be That Way | Benny Goodman, Edgar Sampson, Mitchell Parish | 5:00  |
| 8.     | Honeysuckle Rose  | Fats Waller, Andy Razaf                       | 6:06  |

## sources
- Nat Hentoff, Liners notes de Traditionalism Revisited
- Critique de Scott Yanow sur Allmusic.com